# Ocnerostoma copiosella
Ocnerostoma copiosella is een vlinder uit de familie van de stippelmotten (Yponomeutidae). De wetenschappelijke naam werd in 1856 gepubliceerd door Heinrich Frey.